# Toni Malco
Toni Malco, scritto anche Tony Malco (dal 1978 al 1985 anche Toni Pagano), nome d'arte di Antonio Pera (Roma, 25 maggio 1955), è un cantautore, attore e conduttore radiofonico italiano.

## Biografia

### Cantautore
Cresce artisticamente accanto al suo caro amico di quartiere, il cantautore Rino Gaetano, con il quale perfeziona la sua tecnica compositiva. Nei suoi primi anni di carriera è conosciuto con il nome di Toni Pagano, ma dal 1985 decide di farsi chiamare con un nuovo pseudonimo, ovvero Toni Malco.

Toni Pagano, a destra, vincitore di Centocittà 1978 insieme a Lorella Pescerelli. Vennero premiati direttamente da Ennio Melis (a sinistra).

Nel 1978 è il vincitore nazionale del premio “Centocittà” aggiudicandosi il telegatto di TV Sorrisi e Canzoni.
L'anno successivo pubblica i primi due singoli con la RCA Italiana, Ma Liliana dove sta e E il vento soffia. Nel 1981 crea un nuovo singolo, Bastardo amore, scritto con la preziosa collaborazione ai testi dell'affermato paroliere Antonello De Sanctis.
Da sempre grande appassionato di calcio (da ragazzo ha anche giocato in diverse società calcistiche laziali, tra cui l'Anzio e convocato nelle selezioni nazionali di categoria) trova lo spunto nel 1983 per scrivere, insieme a Claudio Natili e Silvio Subelli, un brano dal titolo Vola Lazio vola, divenuto inno ufficiale della sua squadra del cuore, la S.S. Lazio, con grande successo in Italia e all'estero con più di 1.300.000 copie vendute.
Nel 1986 lancia il singolo Mentre il tempo va via, scritto insieme al noto compositore Piero Calabrese e alla paroliera e scrittrice Carla Vistarini. Questo, oltre ad essere il suo quarto singolo, è stato l'unico brano prodotto e distribuito dalla Sony Music. Negli anni Malco non scriverà più soltanto per sé ma anche per altri importanti artisti italiani.
Nel 1991 incide e pubblica il suo primo album, Strade, e compie il suo primo importante Live Tour che tocca tutte le principali città italiane. Cinque anni più tardi, dopo numerose apparizioni televisive, pubblica il suo secondo album dal titolo Nuvole sugli angeli, con la collaborazione di grandi artisti come Franco Califano, Giulio Todrani, Nino D'Angelo, Junior Marvin, Domenico Di Renzo, Mario Puccioni e tanti altri.
Nel 2000 la Sony Music pubblica un singolo ed un video-clip di un suo brano dal titolo Fisico, interamente dedicato al pilota di Formula 1 Giancarlo Fisichella.
Cinque anni più tardi pubblica un nuovo album dal titolo Randagio, scritto e prodotto insieme al paroliere Mario Pappagallo, una pregevole raccolta di dieci nuove canzoni dedicate agli indiani d'America dove fanno spicco tipiche atmosfere e percussioni pellerossa. 
Nell'estate dello stesso anno partecipa a numerosi concerti ed apparizioni televisive, riscuotendo grande successo al Girofestival ed al Cantagiro di Rai 2.
Nel 2006, dopo un interessante viaggio in Belgio dove risulta essere un apprezzato interprete della musica leggera italiana (i suoi tour lo porteranno ad esibirsi in diverse nazioni europee) inizia le registrazioni del suo quarto album, Sensazione scomoda, nel quale sono presenti dodici nuove canzoni e due importanti cover di Lucio Battisti e dell'indimenticabile amico Rino Gaetano. L'album sarà pubblicato e distribuito nel 2008, e nella primavera del 2009 lo presenta organizzando un importante concerto davanti al pubblico di "casa sua", quello di Roma.
Nella primavera del 2015 torna con il nuovo singolo La migliore, presentato in concerto nella Capitale. Nei sette anni successivi il cantautore romano incide altre due opere come Scherzi del tempo e I pensieri di un uomo.
Nel gennaio 2025 viene presentato l'inno per la Polisportiva S.S. Lazio, scritto ed interpretato da Toni Malco, dal titolo Mille cuori e un'aquila, che accompagna l'ingresso in campo delle varie sezioni sportive del sodalizio biancoceleste.

### Attore
La sua amicizia con Massimo Troisi, col quale vivrà insieme per circa sette anni, lo porta ad abbinare la sua musica al cinema, e nel 1987 arriva la prima esperienza nelle vesti di attore recitando in due corti del regista Carlo Alberto Senise.
La prima volta da coprotagonista è nel film per la televisione dal titolo Palla al centro per la regia di Federico Moccia.
Dopo un periodo di assenza dal panorama cinematografico, torna recitando nel film di Angelo Antonucci Amore e libertà - Masaniello.
Negli anni duemila, oltre ad apparire come ospite in varie trasmissioni televisive in RAI e nelle emittenti private romane, interpreta fiction di successo come Incantesimo ed I Cesaroni, e nel 2006 fa parte del cast di Manuale d'amore 2 - Capitoli successivi, pellicola di Giovanni Veronesi. Nello stesso anno si cimenta anche nel ruolo di attore teatrale nella commedia musicale La Villa dei Famosi di Claudio Natili.
Il 2008 è stato per Malco un anno molto intenso, diviso tra impegni musicali e televisivi, con l'uscita del suo quarto album e la contemporanea partecipazione alle riprese della decima stagione di Incantesimo.
Attualmente è tornato a dedicarsi alla sua vera passione, la musica, non disdegnando però di apparire come ospite in alcuni programmi televisivi, soprattutto quelli dedicati al calcio, come Lazialità in TV di Guido De Angelis e Goal di notte di Michele Plastino.

### Conduttore radiofonico
Nel 2011 Toni Malco debutta anche in radio con la conduzione del programma Confidenze notturne, in diretta dal lunedì al venerdì su Centro Suono Sport e nell'ottobre del 2012 passa a Lazio Style Radio, radio ufficiale della sua squadra del cuore, conducendo il programma serale Mi ritorni in mente. 
Dal 2018 porta il suo programma Mi ritorni in mente su Radio Italia Anni 60 Roma Fm 100.5 ogni venerdì dalle 14,00 alle 15,00 con ospiti come Iva Zanicchi e tanti altri big della canzone italiana.

## Vita privata
Si è sposato nel 2000 con Roberta Stella, un'insegnante di lettere, dalla quale ha avuto una figlia, Giulia Maria, nata nel 2005.

## Discografia

### Album
- 1991 - Strade - Sir Anthony (LP)
- 1996 - Nuvole sugli angeli - Sony Music (CD)
- 2005 - Randagio - DUB (CD)
- 2008 - Sensazione scomoda - Halidon (CD)
- 2010 - La migliore -  103 edizioni (CD)
- 2023 - I pensieri di un uomo - Studio63/Pirames International (CD)

### Singoli
- 1979 - Ma Liliana dove sta?/... E il vento soffia (ARC, PB 6174) (come Toni Pagano) (7")
- 1981 - Bastardo amore/Sala d'aspetto (Space, ZSN 00107) (come Toni Pagano) (7")
- 1982 - Maddalena (ARC, PB 6174) (come Toni Pagano) (7")
- 1983 - Vola Lazio vola/Quando Giorgio tornerà (Lovers, L 00101) (come Toni Pagano) (7")
- 1986 - Mentre il tempo va via/Io e te tra vent'anni  (Ros Records, RRNP 71) (7")
- 2000 - Cent'anni d'amore/Cent'anni d'amore (base musicale) (Monitor Music, CDMM 2509) (CD singolo)
- 2000 - Fisico - (Micocci Dischi, Sony Music) (CD singolo)
- 2015 - La migliore - 103 edizioni (CD singolo)
- 2018 - Scherzi del tempo (CD singolo)
- 2023 - I pensieri di un uomo - Studio63/Pirames International (CD singolo)

## Filmografia

### Cinema
- Amore e libertà - Masaniello, regia di Angelo Antonucci (2003)
- Una cosa in mente - San Giuseppe Benedetto Cottolengo, regia di Paolo Damosso (2004)
- Manuale d'amore 2 - Capitoli successivi, regia di Giovanni Veronesi (2006)
- Cristian e Palletta contro tutti, regia di Antonio Manzini (2016)

### Televisione
- Palla al centro, regia di Federico Moccia (1987)
- Diritto di difesa, regia di Francesco Lazzotti (2004)
- Incantesimo – soap opera (2004 e 2007-2008)
- I Cesaroni – serie TV, episodio 2x13 (2008)
- Romanzo criminale - La serie, regia di Stefano Sollima (2008-2009)
- Rex – serie TV (2012)

## Teatro
- La villa dei famosi, regia di Claudio Natili (2006)

## Radio
- 2011: Confidenze notturne - Radio Centro Suono Sport
- 2012: Mi ritorni in mente - Lazio Style Radio
- 2018: Mi ritorni in mente - Radio Italia Anni 60 Roma

## Opere letterarie
- Una vita in gioco - ricordi aneddoti racconti del cantautore non famosissimo più conosciuto d'Italia, Ass. Terre Sommerse, 2022, ISBN 9788869011733.